# Koçi Xoxe
Koçi Xoxe (pronunciat: ˈkɔtʃi ˈdzɔdzɛ) (Negovan, 1 de maig de 1911 - Tirana, 11 de juny de 1949) fou un polític comunista albanès.

## Vida
Xoxe va néixer l'1 de maig de 1911 a Negovan, prop de Florina a Grècia, part aleshores del vilayet de Manastir de l'Imperi Otomà. Negovan (actualment: Flampouro/Φλάμπουρο) té una població de majoria ortodoxa albanesa, que s'identifica amb l'Església Ortodoxa de Constantinoble d'orientació grega, així com una minoria de vlacs. D'acord amb algunes fonts, Xoxe era d'ètnia macedoni i segons d'altres, d'ètnia búlgarade la Macedònia egea i inicialment va exercir de llauner.
El 1941 formà part del Politburó del Partit Comunista d'Albània amb Enver Hoxha i Mehmet Shehu. També Fou un dels caps militars de la resistència antifeixista contra els nazis.
Partidari de Tito, fou ministre d'interior del 1946 al 1948, i defensarà la coordinació completa de les economies albanesa i iugoslava, i va elaborar un Pla Quinquennal d'explotació agrícola i minaire, feta a Iugoslàvia a canvi de béns manufacturats. Però el 1948 Iugoslàvia fou expulsada de la Kominform, cosa que aprofitarà Hoxha per purgar-lo i executar-lo.